# Surquillo (distrito)
O distrito de Surquillo é um dos quarenta e três distritos que formam a Província de Lima, pertencente a Região Lima, na zona central do Peru. Limita ao norte com los distritos de San Isidro y San Borja, ao leste com o distrito de Santiago de Surco e ao sul com o distrito de Miraflores.
Prefeito: Giancarlo Guido Cassasa Sánchez  (2019-2022). 

## Transporte
O distrito de Surquillo não é servido pelo sistema de estradas terrestres do Peru, visto ser uma comuna urbana da Área Metropolitana de Lima